# Marc Engels
Marc Engels (c. 1965/66 – 9 de abril de 2020) foi um engenheiro de som de filmes belga. Ganhou o Prêmio César de Melhor Som em 2017 por seu trabalho em The Odyssey. Engels morreu de COVID-19.

## Filmografia
- Calvaire (2004)
- Komma (2006)
- Ex Drummer (2007)
- Fora da Lei (2010)
- The Pack (2010)
- Largo Winch II (2011)
- A Happy Event (2011)
- Möbius (2013)
- À toute épreuve (2014)
- Prêt à tout (2014)
- Waste Land (2014)
- I'm Dead but I Have Friends (2015)
- Our Futures (2015)
- After Love (2016)
- Louis-Ferdinand Céline (2016)
- The Odyssey (2016)

## Prêmios e honras
- Prêmio César de Melhor Som para The Odyssey (2017)[2]
- Nomeado para o Prêmio Magritte de Melhor Som por I'm Dead but I Have Friends (2016)